# 若葉區
若葉區（日语：／ Wakaba ku */?）是千葉市東北部，千葉市6區中面積最大的区。

## 概要
市區以JR都賀站為中心，區役所等設施集中。
西部逐漸市區化，千城台、小倉台、三和台（みつわ台）等住宅團地發展成新市鎮。開發當時的公共交通方式僅有巴士，通勤時間長，但在千葉都市單軌電車通車後逐漸改善。
東部是廣大的田園地帶，也是千葉市泉綠村（いずみグリーンビレッジ）的構想地點。

## 地形
東西向的都川流過本區南部，西部有南北向的鹿島川。兩條河川與其支流沿岸是被稱作谷津的低淺谷地，大多開發為水田。其周邊的台地則為住宅團地、田地、牧場等。

## 氣候
位居內陸，夏熱冬冷。冬天與千葉測候所相比，較為寒冷。

## 歷史
千葉市中由舊千葉郡的都賀村東半部、都村、千城村、泉町所組成。戰後可分為都賀站為中心發展的地區及東金街道旁的舊泉町地區兩個生活圈。
區名來自於本區成立之前就已設立的「若葉總合支所」，當時本地並無「若葉」的地名。
- 1889年（明治22年）4月1日－町村制施行，成立以下町村（皆屬千葉郡（日语：千葉郡）。已消失地名以〈　〉表示現行地名）。
  - 都賀村（日语：都賀村 (千葉県)） ←西寺山村〈源町〉、殿台村、東寺山村、原村、高品村、●萩台村、●作草部村、●園生村、●小中台村、●宮野木村（●屬現稻毛區）
  - 都村（日语：都村 (千葉県)） ←貝塚村、加曾利村、川野邊新田〈若松町〉、●邊田村〈都町〉、●矢作村（●屬現中央區）
  - 千城村（日语：千城村） ←大宮村、小倉村、大草村、金親村、坂月村、●川戶村、●仁戶名村、●星久喜村（●屬現中央區）
  - 白井村（日语：白井村） ←野呂村、和泉村、中野村、川井村、佐和村、五十土村、高根村、北谷津村、多部田村
  - 更科村（日语：更科村 (千葉県)） ←上泉村、下泉村、谷當村、旦当村、下田村、大井戶村、古泉村、富田村、中田村
- 1937年（昭和12年）2月11日－都賀村、都村編入千葉市。
- 1944年（昭和19年）2月11日－千城村編入千葉市。
- 1955年（昭和30年）3月31日－白井村與更科村合併成立泉町。
- 1963年（昭和38年）4月10日－泉町編入千葉市。
- 1989年（平成元年）4月3日－設立若葉總合支所（現若葉區役所）。
- 1992年（平成4年）4月1日－千葉市升格政令指定都市，若葉區成立。

## 行政

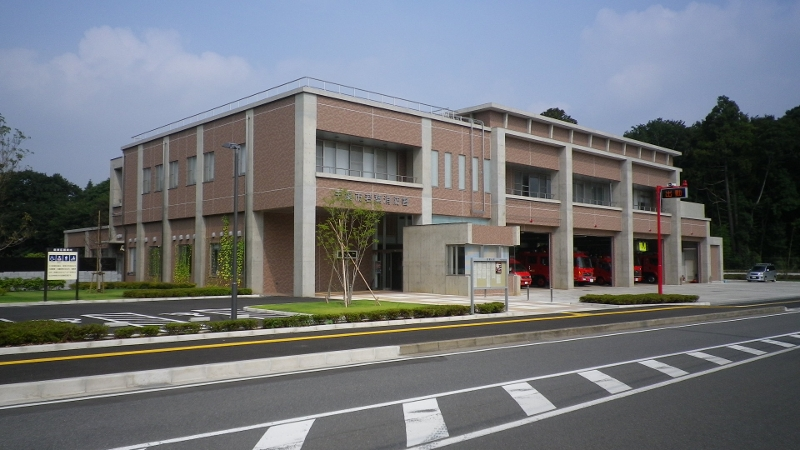
若葉消防署

- 若葉區役所（區長 三宅重雄）
  - 千城台市民中心
  - 泉市民中心
  - 大宮台連絡所
  - 都賀社區中心
  - 千城台社區中心
  - 千城台公民館
  - 更科公民館
  - 加曾利公民館
  - 大宮公民館
  - 三和台公民館
  - 若松公民館
  - 白井公民館
  - 櫻木公民館
- 千葉東警察署（日语：千葉東警察署）
  - 大宮交番
  - 小倉交番
  - 桜木交番
  - 千城台交番
  - 都賀交番
  - 三和台交番
  - 若松交番
  - 坂月駐在所
  - 中田駐在所
  - 中野駐在所
  - 野呂駐在所
- 千葉市消防局若葉消防署
  - 櫻木出張所
  - 大宮出張所
  - 都賀出張所
  - 泉出張所
  - 殿台出張所
- 千葉地方法務局千葉東出張所
- 千葉刑務所（日语：千葉刑務所）
- 陸上自衛隊下志津駐屯地（日语：下志津駐屯地）

## 郵政
- 千葉千城台東郵便局（〒264-0002）
- 千葉小倉台郵便局（〒264-0006）
- 千葉千城台郵便局（〒264-0004）
- 千葉大宮郵便局（〒264-0015）
- 千葉千城郵便局（〒264-0016）

- 千葉加曾利郵便局（〒264-0017）
- 都賀站前郵便局（〒264-0025）
- 千葉西都賀郵便局（〒264-0026）
- 千葉櫻木郵便局（〒264-0028）
- 千葉三和台郵便局（〒264-0032）

- 千葉東寺山郵便局（〒264-0035）
- 野呂郵便局（〒265-0053）
- 千葉高根郵便局（〒265-0061）
- 更科郵便局（〒265-0073）

※負責本區集配的若葉郵便局位於中央區。（〒264-8799）

## 交通

### 鐵路
東日本旅客鐵道（JR東日本）
- 總武本線：都賀站

千葉都市單軌電車
- 2號線：動物公園站 - 三和台站 - 都賀站 - 櫻木站 - 小倉台站 - 千城台北站 - 千城台站

### 巴士
- 京成巴士
- 千葉花巴士（日语：ちばフラワーバス）
- 千葉中央巴士（日语：千葉中央バス）
- 千葉內陸巴士（日语：千葉内陸バス）
- 平和交通

### 道路
收費道路
- 京葉道路
  - 穴川IC
  - 穴川東IC
  - 貝塚IC
- 千葉東金道路
  - 大宮IC
  - 中野IC
  - 野呂PA

國道
- 國道16號
- 國道126號（日语：国道126号）
- 國道51號}

主要地方道
- 千葉縣道53號千葉川上八街線（日语：千葉縣道53號千葉川上八街線）
- 千葉縣道64號千葉臼井印西線（日语：千葉縣道64號千葉臼井印西線）
- 千葉縣道66號濱野四街道長沼線（日语：千葉縣道66號濱野四街道長沼線）

## 景點、古蹟、觀光地、祭典、活動、其他
區內有豐富的自然環境，為市民的休閒場所。
- 千葉市動物公園（日语：千葉市動物公園）
位於若葉區西端，近稻毛區區界，單軌電車可通往區內住宅區與千葉站。是市內小學生的遠足景點。
- 泉自然公園
位於若葉區東南部的野呂町。為大型風致公園，與平和公園之間有自行車道連結。
- 加曾利貝塚公園
位於鄰近中央區的櫻木，園內有市立加曾利貝塚博物館與代官屋敷。
- 以若葉區為題材的歌曲有Plastic Tree的《千葉市、若葉區、6時30分。》。

### 住宅團地
- 三和台團地
- 千城台團地
- 高根團地
- 大宮團地
- 市營櫻木町團地

## 教育

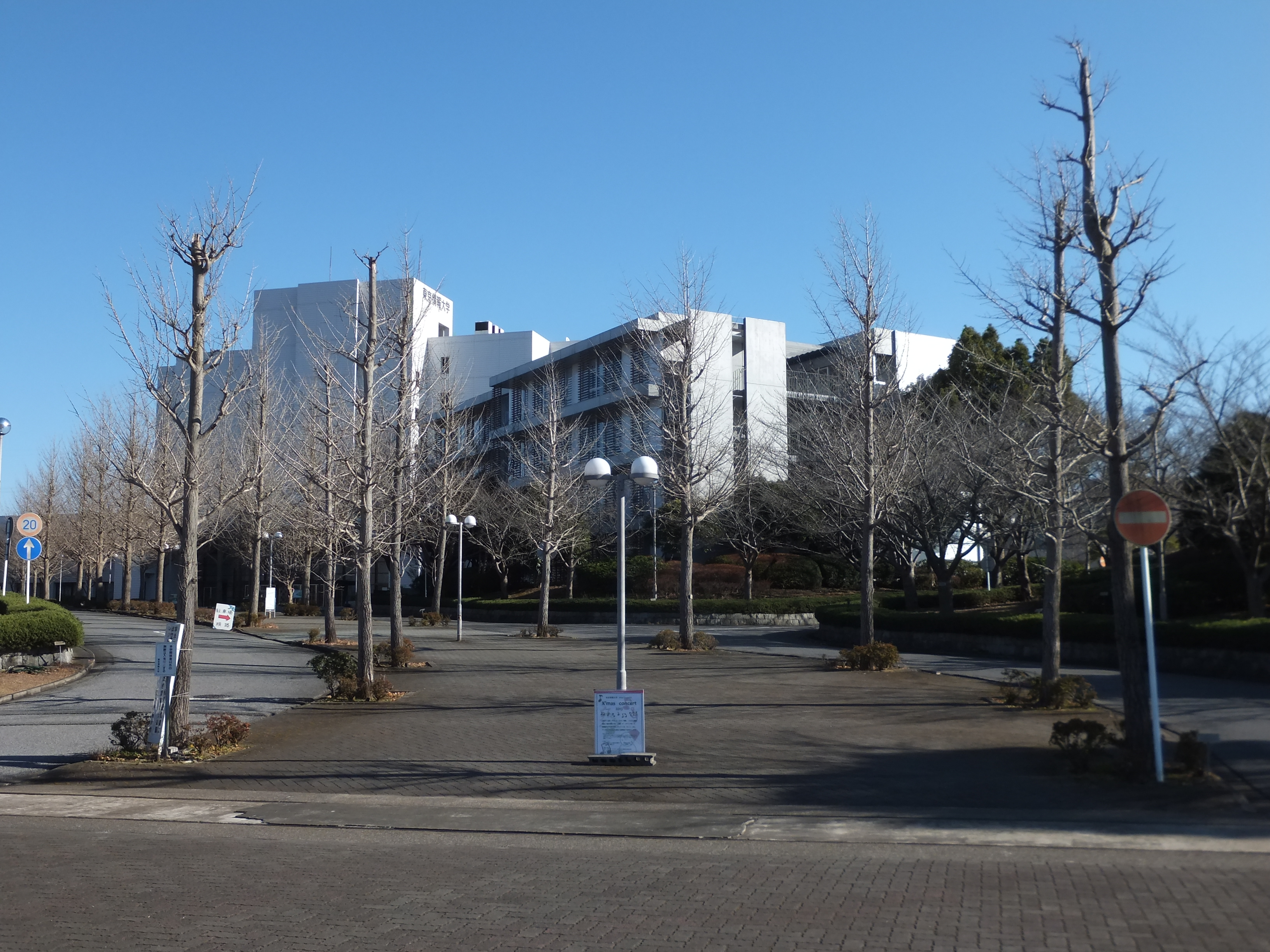
東京情報大學

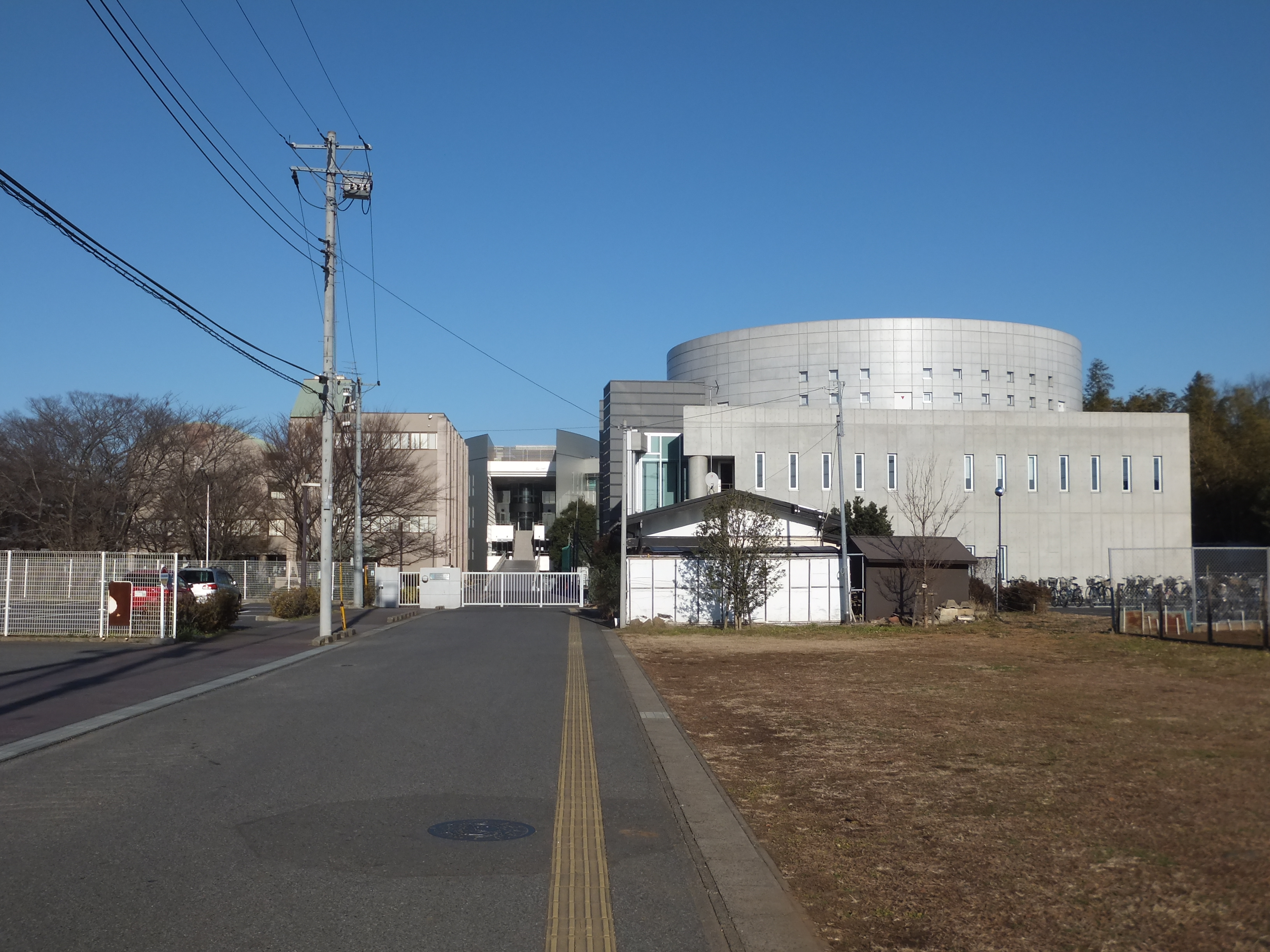
植草學園大學

### 大學
- 東京情報大學（日语：東京情報大学）
- 植草學園大學（日语：植草学園大学）

### 短期大學
- 植草學園短期大學

### 高等學校
縣立
- 千葉縣立千城台高等學校（日语：千葉県立千城台高等学校）
- 千葉縣立泉高等學校（日语：千葉県立泉高等学校）
- 千葉縣立千葉大宮高等學校（日语：千葉県立千葉大宮高等学校）
- 千葉縣立若松高等學校（日语：千葉県立若松高等学校）

私立
- 櫻林高等學校（日语：桜林高等学校）

### 中學校
- 千葉市立大宮中學校
- 千葉市立貝塚中學校
- 千葉市立加曾利中學校（日语：千葉市立加曽利中学校）
- 千葉市立更科中學校
- 千葉市立山王中學校（日语：千葉市立山王中学校）
- 千葉市立白井中學校
- 千葉市立千城台西中學校
- 千葉市立千城台南中學校
- 千葉市立三和台中學校
- 千葉市立若松中學校

### 小學校
| - 千葉市立大宮小學校 - 千葉市立大宮台小學校 - 千葉市立小倉小學校 - 千葉市立北貝塚小學校 - 千葉市立坂月小學校 - 千葉市立櫻木小學校 - 千葉市立更科小學校 - 千葉市立更科小學校富田分校 - 千葉市立白井小學校 - 千葉市立千城小學校 - 千葉市立千城台旭小學校 | - 千葉市立千城台北小學校 - 千葉市立千城台西小學校 - 千葉市立千城台東小學校 - 千葉市立千城台南小學校 - 千葉市立都賀之台小學校 - 千葉市立三和台北小學校 - 千葉市立三和台南小學校 - 千葉市立源小學校 - 千葉市立若松小學校 - 千葉市立若松台小學校 |

### 特別支援學校
- 千葉縣立櫻丘特別支援學校（日语：千葉県立桜が丘特別支援学校）
- 千葉市立養護學校（日语：千葉市立養護学校）

## 知名人士
- 石井一久－前職棒選手（2014年4月起為吉本興業契約職員）
- 忍成修吾－演員

## 外部連結
- 千葉市：若葉區首頁 （页面存档备份，存于）